# Román Jimeno e Ibáñez
Román Jimeno e Ibáñez (Santo Domingo de la Calzada, 1800-Madrid, 1874) fue un organista y profesor de música español.

## Biografía
Nació al filo del cambio de siglo en la localidad riojana de Santo Domingo de la Calzada. Estudió en el colegio de Santa Cruz de Burgos entre 1809 y 1819. En 1818, hizo oposición a las plazas de organista de las catedrales de León y Sigüenza, y obtuvo el primer lugar en la terna, mientras que en 1819 obtuvo por oposición la plaza de organista primero de la catedral de Palencia, y en 1824 la de maestro de capilla en aquella. En 1829, ganó, también por oposición, la plaza de organista primero de la Real Colegiata de San Isidro de Madrid, y en 1852 fue nombrado maestro de capilla.
En 1857, se le nombró profesor de órgano del Real Conservatorio Superior de Música de Madrid, y en 1871 se le concedió la cruz de Comendador de Isabel la Católica, una distinción que, según Baltasar Saldoni, aceptó para no desairar a Emilio Arrieta, pero cuya concesión dejó caducar. Además de juez examinador en muchas oposiciones para las plazas de organista y maestro de diversas catedrales, tuvo una larga nómina de discípulos, entre los que se cuentan Buenaventura Íñiguez, Cosme José de Benito, Isidoro Blanco Fernández, Antonio Bordalonga, Clemente Santamarina Guijarro, Ignacio Ovejero y Ramos y José María González y Rodríguez.
Falleció en Madrid en 1874. A su muerte, se publicaron biografías en revistas como El Imparcial, La Ilustración Española y Americana y la Revista Europea.